# Rue Eugène-Millon
La rue Eugène-Millon est une voie du 15e arrondissement de Paris, en France.

## Situation et accès
La rue Eugène-Millon est une voie publique située dans le 15e arrondissement de Paris. Elle débute au 172-176, rue de la Convention et se termine au 23, rue Saint-Lambert.

## Origine du nom
Elle porte le nom d'Eugène Millon (1812-1867) qui était professeur de chimie au Val-de-Grâce.

## Historique
Cette voie ouverte en 1905 prend sa dénomination actuelle par un arrêté du 24 août 1908.
En 1916, le couple Cognacq-Jaÿ crée la Fondation Cognacq-Jay. Cette institution — toujours en activité — gère un pouponnat, une maison de convalescence, une maison de retraite (situés à Rueil-Malmaison), un centre d'apprentissage à Argenteuil, une maternité à Paris (maison d'accouchement, 15 rue Eugène-Millon). À la création de l'hôpital Cognacq-Jay, le porche de la maternité sur la rue est démonté et remonté dans le jardin intérieur de l'institution. Il abrite les bustes des deux philanthropes.